# 스리 파항 FC
볼라세팍 파항(말레이어: Kelab Bola Sepak Sri Pahang) 또는 스리 파항 FC(영어: Sri Pahang Football Club)는 파항주 쿠안탄을 연고로 하는 말레이시아의 축구 클럽이다. 1959년에 창단 되었으며 현재 말레이시아 최상위 축구 리그인 말레이시아 슈퍼리그에 출전하고 있다. 구단의 별칭은 코끼리들(말레이어: Tok Gajah)이고 구단의 상징색은 노란색이다. 홈 구장은 다룰 막무르 스타디움을 사용하며 수용인원은 40,000명이다.
2016년 초 파항 FA에서 파항 FC로 구단명이 변경된 적이 있으나 같은해 연말에 다시 파항 FA로 복귀하였다.
아시안 클럽 챔피언십 1995 2차 예선에서 대한민국 K리그 구단인 성남 일화 천마와 맞붙은 적이 있으며 성남 원정에서 2-0 패배 그리고 홈에서 2-3 패배를 기록 하였다.

## 수상

### 국내 대회

#### 리그
- 말레이시아 슈퍼리그

- 우승 (5) : 1987, 1992, 1995, 1999, 2004
- 준우승 (5) : 1984, 1991, 1998, 2005, 2017

- 말레이시아 프리미어리그

- 우승 (1) : 2012

#### 컵
- 피알라 말레이시아

- 우승 (4) : 1983, 1992, 2013, 2014
- 준우승 (4) : 1984, 1994, 1995, 1997

- 피알라 FA

- 우승 (2) : 2006, 2014
- 준우승 (2) : 1995, 2017

- 피알라 숨방시

- 우승 (3) : 1992, 1993, 2014
- 준우승 (5) : 1985, 1988, 1995, 2007, 2015

## 선수 명단

### 현역
참고: FIFA 자격 규정에 따라 소속된 국가대표팀 국기를 표시합니다. 선수는 복수의 FIFA 비회원국 국적을 가지고 있을 수 있습니다.
| 번호 | 포지션 | 국적       | 이름                    |
| ---- | ------ | ---------- | ----------------------- |
| 5    | DF     | 세르비아   | 알렉산다르 츠베트코비치 |
| 9    | FW     | 라이베리아 | 크파 셔먼               |
| 15   | DF     |            | 스테파노 브룬도         |
| 16   | FW     | 말레이시아 | 에세키엘 아궤로         |

| 번호 | 포지션 | 국적 | 이름          |
| ---- | ------ | ---- | ------------- |
| -    | FW     |      | 라파엘 시우바 |

## 역대 감독
| 감독        | 임기   |
| ----------- | ------ |
| 판디 아마드 | 2023 ~ |

틀:스리 파항 FC 선수 명단